# فريد كينور
فريد كينور (بالإنجليزية: Fred Keenor)‏ (و. 1894 – نوفمبر 1972 م) هو لاعب كرة قدم من المملكة المتحدة، والمملكة المتحدة لبريطانيا العظمى وأيرلندا، ولد في كارديف، مركز لعبه هو مُدَافِع، توفي في كارديف،.

## الخدمة العسكرية
خدم في الجيش البريطاني.